# 羅伯·詹姆士-克里爾
羅拔·詹姆斯-克利爾 （Robert James-Collier，1976年9月13日—）英國演員與模特兒。最為人所知的角色為《唐頓莊園》的男僕湯瑪斯·巴洛和《加冕街》的連恩·康納。

## 背景
羅拔·詹姆斯·克利爾於1976年出生在英國大曼徹斯特郡沙福特一個普通工人階級家庭。父親James Collier是英格蘭人，在曼徹斯特大學當電子技術員，母親Anne Collier (née McLaughlin)來自愛爾蘭多尼戈爾郡，從事質量控制。  他早年就讀天主教中學，自言是個頑皮的學生，更曾因破壞課室秩序而被短暫開除出校，所幸學校最終讓他回去完成公開試課程。1993年，他應考英國中等教育普通證書(GCSE)，取得2A5B2C的成績。 他共有兩個學位，哈德斯菲爾德大學的商學士與曼徹斯特科技大學(現為曼徹斯特大學)的市場學碩士。 碩士畢業後，他在曼徹斯特的合作社集團市場部辦公室擔任市場推廣助理，但厭倦乏味的工作，遂萌生轉行念頭。
克利爾初期嘗試報讀載於黃頁的戲劇訓練班，發現自己對演戲產生強烈興趣，繼而一邊工作一邊在公餘時間學演戲，高峰時期曾每星期上三個不同的戲劇班。他加入過曼徹斯特演藝學院，亦曾受創立奧丹劇院工作坊的英國著名戲劇導師David Johnson指導，期間被到訪戲劇學校尋找具潛質學生的經理人公司注意並簽約。 被問到家人如何看待他選擇轉行，他表示父母得知後曾感到驚訝和不安，因為演員的工作很不穩定，家族中也沒有任何親戚從事相關職業。但當意識到他是認真想成為演員之後，他們都支持他的決定。對此，他感謝父母盡力供養自己和兩個兄弟姊妹至完成碩士，只為他們將來有更好的發展，這亦驅使他更有決心要成為一位出色的演員。

## 演員生涯
在未有從影經驗的時候，克利爾四處聯絡大學的戲劇系，希望尋找初試啼聲的機會。機緣巧合下，他在一個滂沱大雨的星期日義務頂替臨時爽約的演員，為朋友出演了學生電影的一個角色，也是他演員生涯的第一個角色，當時他還在平日從事市場推廣助理的工作。他十分享受這次演出，這個經歷讓他肯定自己適合當一個演員，亦確立了他投入演藝事業的熱情。
之後克利爾陸續參演了數部學生電影累積經驗。直至2004年，他去了試鏡英國廣播公司BBC影集Down To Earth，經過三輪試鏡後，演員Ricky Tomlinson與Denise Welch被他的才能所說服，並且給予他第一個電視角色，是一名很風流的酒吧老闆，劇集在2005年播出。2006年，他在導師David Johnson的引薦下，於英國第四台Channel 4的《無恥之徒》第三季第五集中飾演了一個小角色。同年，克利爾辭退了他原來的曼徹斯特經理人，期望一個倫敦經理人會為他爭取到更重要的角色。於是他辭掉辦公室工作，搬到倫敦居住及預備了三個月，在未能簽上任何新經理人的情況下，孤注一擲地試鏡了英國廣播公司BBC的醫療劇《急診室》，心想若然失敗便結束演員之路，結果脫穎而出獲選演出一集的客籍主角。克利爾憑著這次演出，終於成功與一間倫敦經理人公司簽約，更獲得英國獨立電視台ITV的長壽肥皂劇《加冕街》製作人Steve Frost的注意，並邀請他進行了四輪試鏡。此後，他開始在《加冕街》飾演主要角色連恩·康納，是購買當地內衣褲工廠股份的兄弟之一，並在2008年10月離開該劇。在2008年上半年的一場訪問中，克利爾宣布說他要離開，不過計畫在未來還會再回來。  然而，在2008年的六月，根據報導指說他所飾演的連恩將被「殘暴」殺害，並以此展開一個謀殺之謎的劇情線，將有三名知名的居民會成為該場命案的嫌疑犯。
離開《加冕街》後，儘管廣受歡迎的連恩一角增加了克利爾的知名度，他卻有15個月時間沒有接演新劇，只為等待契合的角色出現。2010-2015年，克利爾在風靡全球的英國獨立電視台ITV時代劇《唐頓莊園》中飾演男僕湯瑪斯·巴洛（港譯：畢湯馬），是該劇的主要反派角色及一名同性戀者。同劇有不少著名且資深的英國演員，包括曾經兩度奪得奧斯卡金像獎的瑪姬·史密芙，加上角色充滿挑戰性，加入此劇無疑對在影視圈嶄露頭角的克利爾是一大突破。劇集的主創，曾經憑《高斯福大宅謀殺案》贏得奧斯卡最佳原創劇本獎的朱利安·費羅斯是《加冕街》的粉絲，但未知這與克利爾被選中有否必然關係。角色原本設定為來自倫敦，但於克利爾試鏡後改為來自曼徹斯特。據他在訪問中透露，原劇本安排該角在第一季完結時因犯事被辭退而永久離開莊園，但正在拍攝第一季第三集時，劇組決定邀請他留下來繼續參演。最終，他飾演的男僕湯瑪斯在六季以來經歷重重波折，漸漸成長蛻變並於大結局接替查理·卡森（港譯：賈查理）成為唐頓的管家，是劇中轉變最大的角色之一，且之後繼續出現在2019年的《唐頓莊園》電影及2022年的《唐頓莊園：全新世代》，亦確定將會在2025年9月上映的《唐頓莊園：盛世終章》回歸。儘管克利爾本身是異性戀者，他在訪談中多次表示對角色的同情，並為成功讓觀眾理解受壓逼群體的艱難處境感到欣慰，亦十分期待再度飾演該角。不少觀眾讚賞克利爾立體且細膩的演繹，並認為以湯瑪斯作為典型的這類複雜卻寫實的角色，正是該劇成功的其中一項要素。
在《唐頓莊園》劇集結束後，克利爾接到很多與湯瑪斯屬相同類型角色的演出邀請，但他決定作出新的嘗試，不希望被一個角色定型。他曾出現在倫敦西區版本的《月曆女郎》。2012年，他主演了英國獨立電視台ITV的迷你劇Love Life，飾演熱愛旅行和生活刺激的Joe，卻要面對尋求安定生活但又捲入複雜關係的懷孕前女友。2016年，他在英國獨立電視台ITV的犯罪劇The Level 飾演探長Kevin O'Dowd。2017年，克利爾主演了Netflix驚慄電影《林祭》。2019-2022年，他加入了英國第四台Channel 4的校園劇Ackley Bridge 第三至五季飾演Martin Evershed，一個破格及深受學生歡迎，但討厭官僚主義的教師，在西約克郡一間虛構白人與巴基斯坦裔英國人種族共融中學擔任新副校長（後升為校長）兼英語老師。2021-2022年，克利爾在Netflix改編自動畫《Winx Club 魔法俏佳人》的英意合拍劇《Fate：魔法俏佳人傳奇》中飾演武術導師及男主角Sky的養父Saul Silva。2023年，他飾演了英國第五台Channel 5倫理劇The Inheritance 的主角Daniel，為該劇帶來超越預期的收視率。2024年，他在英國第四台Channel 4的喜劇恐怖迷你劇Generation Z 中飾演了毒販Michael一角。
除了電視劇集，克利爾亦有拍攝少量長篇及短篇電影、擔任動畫配音員及錄製有聲書。
由於自身成為演員的不平凡經歷，克利爾積極幫助那些有意投身演員事業，但未有機會接受正規學院訓練的人。他認為在英國，擁有顯赫背景的演員往往擁有更多機會和資源，但這職業不應該是出身上層階級的人的專利。他嘗試從不同途徑幫助弱勢演員，例如經常在電視演員網絡平台Act On This擔任嘉賓，分享自己的演戲心得和遇到過的困難等。該平台是他一位戲劇班的舊同學Ross Grant所創立，旨在為立志成為演員的人提供職業指導及與行內人交流的機會。
克利爾表示2019年新冠疫情後興起的自錄試鏡(self-tape)屢次讓他感到挫敗，因他不能與對手或觀眾作即興的情感互動，亦缺乏臨場發揮的刺激感，令演戲的過程彷彿失去了靈魂，以致他在試鏡中未能發揮自如。 他曾提到在準備角色而感到焦慮的時候，會以靜觀、閱讀佛教書籍、做瑜伽等方式放鬆。另外，擁有曼徹斯特口音的克利爾曾經嘗試學習其它口音，例如標準英式發音(RP)和美式發音以擴闊戲路，但自言在這方面欠缺天份。他承認與大部分演員一樣，演過的角色在其實都在反映一部分的自己。

## 模特兒生涯
克利爾曾為英國連鎖百貨公司Argos拍過2007年秋冬與2008年春夏的商品型錄。2012年，他亦曾聯同《唐頓莊園》其他演員為《紳士季刊》拍攝一系列高級男士時裝品牌造型照。

## 私人生活
克利爾保持低調的私人生活，不希望自己和家人的生活因他的職業被打擾。他的長期伴侶是圈外人Lauren Chandiram，現職家庭主婦。2010年，他們的長子Milo誕生。 在2019年一集Sunday Brunch訪談中，他提到家中還有一個較年幼的女兒Bodhi，她當時四歲並正就讀幼稚園。此外，占·卡特亦曾在《唐頓莊園》 電影幕後花絮中提及克利爾是四個小孩的父親。他喜歡園藝，閒時會在家中花園種植矮灌木綠籬（box hedging）。他亦夥拍表親開設公司翻修破舊的房子，他主責室內設計，表親則負責建築工程。
除了參與由各劇組安排的慈善活動，克利爾亦樂於利用他個人的知名度幫助與他有切身關係、但較鮮為人知的弱勢社群。2015年，在拍攝《唐頓莊園》第六季期間，他曾經為了幫助家附近的社區醫療中心Chilterns MS Centre籌款而完成了倫敦馬拉松，更自編自導自演了一部取材自《唐頓莊園》和《星球大戰》的搞笑短片Downton Wars (《唐頓大戰》)，邀得不少同劇演員在片場一同參與拍攝，該片最終超額完成籌款目標，並在YouTube獲得許多正面迴響。 2025年，克利爾加入了拯救一間位於愛爾蘭康尼瑪拉的鄉村學校的宣傳運動，該校因為只有少於12個學生而面臨停辦危機。
克利爾年輕時曾每個星期二相約朋友下班後踢五人足球，但為了騰出更多時間上戲劇班便沒有繼續。他在2014年的一場訪談中提到自己是英超球隊愛華頓的支持者。

## 軼事
雖然他正式的全名是羅拔·詹姆斯·克利爾（Robert James Collier），但他成名之前一直只習慣被稱作羅拔·克利爾（Rob Collier）。直至2006年，當時他加入英國演員工會Equity，因為有另一位名字同樣是Rob Collier的演員已經在會員名單之中，所以他需要把中間名James加入自己作為演員的官方名字，工會更進一步要求他用連字符號把James與Collier連起來成為他的「姓氏」，以致他日後的名字變成羅拔·詹姆斯-克利爾(Robert James-Collier)。克利爾本人曾經表示不喜歡James-Collier的叫法，因為在英國通常只有出身貴族的人才會有雙姓，然而他本人出身工人階級，令這叫法感覺像擺架子，他並不希望予人這樣的觀感。
另外，由於很多來自中國以至華文圈的粉絲都是透過克利爾在《唐頓莊園》飾演的湯瑪斯·巴洛一角而認識他，這個名字又不期然令人聯想到湯瑪士小火車（Thomas & Friends）這套英國兒童電視節目系列的主角火車頭Thomas，所以「小火車」又變成粉絲間對克利爾的暱稱。

## 影視作品
| 電影 | 電影               | 電影           | 電影         |
| 年份 | 片名               | 角色           | 備註         |
| ---- | ------------------ | -------------- | ------------ |
| 2011 | Mercenaries        | Callum         |              |
| 2012 | Spike Island       | Mr Milligan    |              |
| 2013 | Wayland's Song     | John           |              |
| 2015 | A Christmas Star   | Pat McKerrod   | 男主角       |
| 2016 | The Attendant      | Alex           | 男主角；短片 |
| 2017 | 林祭               | Hutch          | 主演         |
| 2019 | Nancy              | Nancy's father | 男主角；短片 |
| 2019 | 唐頓莊園           | 湯瑪斯·巴洛    | 主要角色     |
| 2022 | 唐頓莊園：全新世代 | 湯瑪斯·巴洛    | 主要角色     |
| 2025 | 唐頓莊園：盛世終章 | 湯瑪斯·巴洛    | 主要角色     |

| 電視      | 電視                | 電視                    | 電視                                 |
| 年份      | 片名                | 角色                    | 備註                                 |
| --------- | ------------------- | ----------------------- | ------------------------------------ |
| 2005      | Perfect Day         | Alex                    | 電視電影                             |
| 2005      | Down To Earth       | Nicky Christy           | 第五季                               |
| 2006      | 無恥之徒            | Stud                    | 一集: 第三季第五集                   |
| 2006      | 急診室              | Martin Stonewall        | 一集: "Secrets and Lies"             |
| 2006      | Dalziel and Pascoe  | Simon Thewlis           | 一集: "The Cave Woman: Part 2"       |
| 2006-2008 | 加冕街              | 連恩·康納               | 主要角色；330集（第47－49季）        |
| 2007      | 新街法              | Steve Hurley            | 一集: 第二季第五集                   |
| 2010-2015 | 唐頓莊園            | 湯瑪斯·巴洛             | 主要角色；52集（第1－6季全）         |
| 2011      | Moving On           | Clive                   | 一集："The Milkman"                  |
| 2012      | Love Life           | Joe                     | 主演；3集全                          |
| 2013      | Moving On           | Aiden Evans             | 一集："Visiting Order"               |
| 2016      | The Level           | Kevin O'Dowd            | 主要角色；6集全                      |
| 2018      | Urban Myths         | Colonel Archie Christie | 一集："Agatha Christie"              |
| 2019      | Vera                | Richard                 | 一集："Cold River"                   |
| 2019      | Death in Paradise   | Oliver Carr             | 一集："Murder on the Honore Express" |
| 2019-2022 | Ackley Bridge       | Martin Evershed         | 主要角色；26集（第3－5季）           |
| 2021-2022 | Fate: The Winx Saga | Saul Silva              | 主要角色；13集（第1－2季全）         |
| 2023      | The Inheritance     | Daniel                  | 主演；4集全                          |
| 2023      | The Long Shadow     | DCS Jack Ridgeway       | 第4－5集                             |
| 2024      | Generation Z        | Michael                 | 主要角色；4集                        |
| 2025      | Cooper and Fry      | Ben Cooper              | 男主角；4集全（拍攝中）              |

## 獎項
| 得獎紀錄 | 得獎紀錄                       | 得獎紀錄     | 得獎紀錄           | 得獎紀錄                      |
| 年份     | 獎項                           | 類別         | 片名               | 角色                          |
| -------- | ------------------------------ | ------------ | ------------------ | ----------------------------- |
| 2007     | 第12屆 Inside Soap Awards      | 最佳新人     | 《加冕街》         | 連恩·康納                     |
| 2007     | 第12屆 Inside Soap Awards      | 最性感男士   | 《加冕街》         | 連恩·康納                     |
| 2007     | 第9屆 The British Soap Awards  | 最性感男士   | 《加冕街》         | 連恩·康納                     |
| 2008     | 第10屆 The British Soap Awards | 最性感男士   | 《加冕街》         | 連恩·康納                     |
| 2009     | 第11屆 The British Soap Awards | 最佳離場     | 《加冕街》         | 連恩·康納                     |
| 2012     | 第19屆 美國演員工會獎          | 最佳群戲演出 | 《唐頓莊園》第二季 | 湯瑪斯·巴洛                   |
| 2013     | TV Guide Award                 | 最佳鬥爭     | 《唐頓莊園》第三季 | 湯瑪斯·巴洛（對莎拉·奧布萊恩) |
| 2014     | 第21屆 美國演員工會獎          | 最佳群戲演出 | 《唐頓莊園》第四季 | 湯瑪斯·巴洛                   |
| 2015     | 第22屆 美國演員工會獎          | 最佳群戲演出 | 《唐頓莊園》第五季 | 湯瑪斯·巴洛                   |